# Kim Jong-nam
Kim Jong-nam (korejsky 김 영남, anglickým přepisem: Kim Young-nam; * 15. června 1960) je bývalý jihokorejský zápasník, reprezentant v zápase řecko-římském.
V roce 1984 na olympijských hrách v Los Angeles vybojoval v kategorii do 74 kg čtvrté místo a v roce 1988 na hrách v Soulu ve stejné kategorii zlatou medaili. V roce 1987 vybojoval šesté místo na mistrovství světa a v roce 1986 zvítězil na Asijských hrách v Soulu.